# Шпаль, Милан
Милан Шпаль (серб. Милан Шпаљ, хорв. Milan Spalj; 1918, Подравске-Сесвете — июль 1943, Стара-Градишка) — югославский хорватский студент, участник Народно-освободительной войны, Народный герой Югославии.

## Биография
Родился в 1918 году в Подравске-Сесвете. Учился на техническом факультете Загребского университета на кафедре строительства. На первом курсе вступил в революционное студенческое движение, в 1937 году был принят в Союз коммунистической молодёжи Югославии, в 1941 году вошёл в КПЮ.
После Апрельской войны и оккупации страны Милан вступил в антифашистское партизанское подполье. В доме своих родителей, которые жили в Загребе, он проводил совещания и вместе со своим братом Лукой печатал пропагандистские листовки. В сентябре 1941 года полиция арестовала Милана, но через две недели отпустила ввиду недостатка доказательств против него. После освобождения он продолжил работу в Загребе, оказывая помощь молодёжи.
20 ноября 1941 Милан был арестован во второй раз: полиция ворвалась в его дом. Несмотря на пытки, Милан не признавал свою вину в сотрудничестве с коммунистами. Верховный суд также не смог предъявить каких-либо доказательств вины Милану, однако его продолжали держать в тюрьме и подвергать пыткам. В феврале 1942 года его отправили в Ясеновац, а позднее перевели в Стару-Градишку, где он и умер от голода в июле 1943 года.
Указом Иосипа Броза Тито от 24 июля 1953 Милану Шпалю было посмертно присвоено звание Народного героя.